# Madame Claude
Fernande Grudet (6 de julio de 1923 - 19 de diciembre de 2015), más conocida como Madame Claude, fue una célebre proxeneta francesa. Durante las décadas 60 y 70, dirigió una red de prostitución de lujo para millonarios y altos dignatarios.

## Biografía
Fernande Grudet nació en Angers (Francia), dentro de una familia modesta. Dijo ser deportada durante la Segunda Guerra Mundial, aspecto dudoso de su biografía como otros tantos asuntos de sus primeros años, como se descubrió en 2010 durante un reportaje televisivo. Lo que sí se sabe es que llegó a París y montó en el 32 rue de Boulainvilliers, el hotel parisino que albergaba su establecimiento, la mayor red de prostitución de lujo en los 60 y 70. Llegó a coordinar más de 500 chicas —y varias decenas de hombres— a las que enseñaba una serie de requisitos imprescindibles para poder trabajar para ella. Uno de los requisitos era la discreción. Nunca reveló el nombre de sus clientes franceses, no así con los extranjeros (citó al presidente John Kennedy, al empresario italiano Gianni Agnelli y al sah de Persia). Su red operaba en Francia, Inglaterra, Italia, Suiza e Ibiza, y Claude se llevaba el 25 % de las tarifas. Las confidencias que le transmitían sus poderosos clientes las transmitía a los servicios secretos franceses, por lo que consiguió que, durante mucho tiempo, las autoridades hiciesen la vista gorda con su establecimiento.
Sin embargo, su destino cambió en 1974 cuando Valéry Giscard d'Estaing fue elegido presidente francés, y en coordinación con el ministro del interior y el juez Jean-Louis Bruguière persiguieron el proxenetismo y la prostitución. Madame Claude, acusada de defraudar 11 millones de francos al fisco, se marchó a Estados Unidos. Fue condenada a cinco años sin poder pisar suelo francés. Regresó en 1985 y volvió a reconstruir una nueva red, que se vio truncada en 1992 con la delación de algún competidor. Fue condenada a tres años de cárcel y a una fuerte multa, pero solo pasó cuatro meses en prisión y saldó la multa ofreciendo una jugosa entrevista televisiva.
Retirada en Niza, vivió sus últimos años en una modesta pensión.
Su vida fue llevada al cine en 1977 con la película Madame Claude, dirigida por Just Jaeckin y protagonizada por Françoise Fabian en el rol homónimo, secundada por Klaus Kinski y Maurice Ronet.
En 2021, Netflix retrata su vida con la película Madame Claude, dirigida por Sylvie Verheyde, protagonizada por Karole Rocher con el papel principal, junto a Garance Marillier, como la mano derecha de Madame Claude.

## Hemeroteca
- El País. Obituario: Madame Claude, proxeneta del poder en la Francia de los sesenta Consultado el 29 de diciembre de 2015.
- La Razón. Obituario: La última cita de madame Claude Consultado el 29 de diciembre de 2015.
- Público. Muere Madame Claude, la proxeneta más conocida de Francia Consultado el 29 de diciembre de 2015.